# Akkoordvonnis
Een akkoordvonnis is in België een soort vonnis. De term "akkoordvonnis" wordt geplaatst tegenover het "beslissingsvonnis". 
De termen "beslissingsvonnis" en "akkoordvonnis" worden gebruikt om het verschil duidelijk te maken tussen twee rollen van een rechter. Een rechter kan een overeenkomst tussen partijen bekrachtigen in een akkoordvonnis. Een rechter kan een beslissing nemen in een beslissingsvonnis.
Een akkoordvonnis is een vonnis waarbij de rechter akte neemt van een overeenkomst waarbij de partijen het geschil oplossen dat voor hem aanhangig was. Het akkoordvonnis is voorzien in artikel 1043 van het Gerechtelijk Wetboek. De partijen kunnen de rechter verzoeken akte te nemen van de overeenkomst die zij gesloten hebben ter oplossing van het geschil dat bij hem regelmatig aanhangig is gemaakt. Tegen dit vonnis staat voor de gedingvoerende partijen geen voorziening open, tenzij de overeenkomst niet wettelijk is tot stand gekomen en behoudens de wijzen van uitlegging en van verbetering, bepaald in de artikelen 793 tot 801 van het Gerechtelijk Wetboek, indien daartoe grond bestaat.
Een "akkoordvonnis" en een "beslissingsvonnis" zijn geen wettelijke termen. In de wet leest men alleen de termen vonnis en arrest. Een vonnis is een uitspraak van een rechtbank. Een arrest is een uitspraak van een hof. Wanneer een akkoord tussen partijen opgenomen is in een arrest van het hof van beroep zou men kunnen spreken over een akkoordarrest. 
Een dading kan bijvoorbeeld opgenomen zijn in een akkoordvonnis.